# وسن-رمانه
وسن-رمانه (به فرانسوی: Vosne-Romanée) یک کمون در فرانسه با جمعیت ۴۲۷ نفر است که در Canton of Nuits-Saint-Georges واقع شده‌است.